# مكتبة يوسف أحمد الغانم
مكتبة يوسف أحمد الغانم هي مكتبة جامعة بيرزيت الرئيسية، وحدة أكاديمية مساندة للبرامج التعليمية المعتمدة في الجامعة، وبذلك تقع تحت مظلة نائب الرئيس للشؤون الأكاديمية. توفر المكتبة المقتنيات من مصادر المعرفة المختلفة بأشكال منوعة من كتب، ودوريات (مجلات)، ورسائل جامعية مطبوعة، بالإضافة إلى مجموعة من الكتب النادرة، والنشرات (دون 50 صفحة)، ومجموعة منشورات جامعة بيرزيت، وبعض أشرطة الفيديو، والأقراص المدمجة، والمصغرات (الميكروفيلم والميكروفيش) والكشافات. كما توفر المكتبة الإتاحة لبعض قواعد البيانات الآلية للكتب والمجلات والرسائل الجامعية الإلكترونية بعضها باشتراك وبعضها مجاني تحصل عليها المكتبة عن طريق علاقاتها بجمعيات ومؤسسات مهنية عربيا ودولي.
تعتمد المكتبة نظام الرفوف المفتوحة، ونظام تصنيف مكتبة الكونغرس في ترتيب مجموعاتها، كما تستخدم نظام مينيزيس تطبيق M2L في حوسبة مقتنياتها وتتيح إمكانية البحث عن تلك المقتنيات عبر الفهرس الآلي المحوسب. كما توفر خدمة الإعارة باستخدام قواعد بيانات أوراكل والتي تمكن المستفيد من استعارة الكتب آليا، كما تمكنه من حجز وتجديد الكتب المستعارة آليا من خلال ريتاج The University Portal.

## تاريخ المكتبة
أُنشأت مكتبة جامعة بيرزيت الرئيسية عام 1924، وتطورت مع تطور الجامعة منذ أن بدأت كمدرسة حيث تطورت من مكتبة مدرسية ثم إلى مكتبة كلية وأخيرا إلى مكتبة جامعية في حرم جامعة بيرزيت القديم. وفي عام 1985، انتقلت المكتبة إلى المبنى الجديد والذي شيد بتبرع من صناعات الغانم في الكويت، كما أضيف له ملحقاً للتوسع في العام 2004، لتملئ بمقتنياتها مبنى من أربعة طوابق ليصبح عدد قاعات المطالعة لجمهور المستفيدين 7 قاعات رئيسية بمساحة مقدارها 6128 متر مربع، أطلق على المبنى اسم "مكتبة يوسف احمد الغانم"، فيما استغل الطابق الأول من الملحق لمتحف الجامعة.

## الرؤية
تسعى المكتبة لتقديم خدمات ريادية في البحث العلمي لمستخدميها من مجتمع الجامعة والمجتمع الخارجي بالوسائل التكنولوجية المتطورة للوصول إلى مصاف المكتبات الرقمية العالمية.

## أقسام المكتبة
يوجد في مكتبة جامعـة بيرزيت أربعـة أقسام رئيسية لتسهيل تقديم الخدمات لرواد المكتبة، وهي: 
1. إدارة المكتبة: وهي مسؤولة عن تسهيل العمليات المكتبية التي تجري داخل المكتبة.
2. قسم تطوير المقتنيات: هذا القسم مسؤول عن تزويد المكتبة بالمطبوعات والكتب والدوريات الحديثة.
3. قسم الفهرسة والتصنيف والمجموعات الخاصة: هذا القسم مسؤول عن فهرسة وتصنيف المواد المكتبية الواردة إلى المكتبة.
4. قسم خدمات المستفيدين: يتولى هذا القسم القيام بتقديم الخدمة المرجعية في البحث، واستعمال المكتبة من خلال كافة الوسائل اليدوية والآلية.و تقديم خدمة الإعارة بكافة أشكالها لرواد المكتبة، ومتابعة ترتيب الكتب الواردة إلى المكتبة على الرفوف.

## الخدمات
توفر المكتبة خدمات مميزة لجمهورها من الطلبة والأساتذة والباحثين من مجتمع الجامعة، بالإضافة إلى المستفيدين من المجتمع المحلي أو الخارجي، أو الزائرين، وتقدم خدماتها أيضا لمن يطلبها عن بعد من باحثين أو أكاديميين عربيا، وإقليميا، ودوليا، كما تنظم المكتبة نشاطات مهنية وبشكل دوري بهدف التواصل مع تطورات المهنة.
من الخدمات التي توفرها المكتبة: الخدمات الفنية من تزويد وتصنيف وتكشيف، والخدمات المرجعية والمعلوماتية، وخدمات الدوريات، وخدمة الإعارة، والخدمة عن بعد، والبحث في قواعد البيانات الآلية، وعقد اللقاءات التعريفية بالمكتبة وخدماتها للطلبة الجدد وطلبة الدراسات العليا والسمينارات المتخصصة، وخدمة المسح الضوئي، والتصوير، والخدمة لذوي الاحتياجات الخاصة. فبإمكان المستفيد طلب المساعدة عن طريق الإتصال المباشر بموظفي الخدمة كل في موقعه (خدمات الدوريات- الطابق الأرضي، خدمات المعلومات وخدمة الإعارة- الطابق الأول- المدخل الرئيسي للمكتبة) أو عن طريق تعبئة نموذج طلب الخدمة الآلي.
عملت المكتبة على تطوير صفحة إلكترونية خاصة بها لتمكن مستخدميها والباحثين من الحصول على المعلومات المتعلقة بالمكتبة وخدماتها، وعلى المصادر الإلكترونية القيمة. كما تقوم المكتبة بالإشراف وتنسيق الأعمال الفنية بينها وبين المكتبات الفرعية التابعة للمعاهد والمراكز في جامعة بيرزيت، وذلك بهدف توحيد وتسهيل عملية البحث لرواد ومستخدمي المكتبة.

## العلاقات المحلية والخارجية
اعتمدت المكتبة الرئيسية كمركز إيداع لمنشورات اليونسكو منذ عام 1979، وكمركز إقليمي لمنشورات البنك الدولي منذ عام 2005، وكمركز دعم لنظام مينيزيس في فلسطين منذ عام 1998، كما تلعب المكتبة دورا أساسيا في تقديم الدعم الفني أو الاستشاري للمكتبات المحلية أو حديثة الإنشاء.
المكتبة عضو في العديد من الجمعيات والمؤسسات المهنية، عربيا، وإقليميا، ودوليا مما يكسبها سمعة عالمية، فهي عضو في IFLA اتحاد جمعيات المكتبات الدولي، وAFLI اتحاد جمعيات المكتبات العربية، وeIFL اتحاد المصادر الإلكترونية للمكتبات في الدول النامية، وALA جمعية المكتبات الأمريكية، وACRL جمعية المكتبات الجامعية والبحثية، وجمعية المكتبات الأردنية وجمعية المكتبات ومراكز المعلومات الفلسطينية ... وغيرها

## جوائز
حصلت المكتبة في العام 2008 على جائزة رمزية من اليونسكو لأفضل قصة نجاح لاستخدامها النظام المفتوح Open source software في خدماتها.